# Bronisława Kopacka
Bronisława Weronika Kopacka (ur. 3 sierpnia 1914 w Piotrkowie Trybunalskim, zm. 2004 w Warszawie) – polska mikrobiolożka i bakteriolożka, uczestniczka powstania warszawskiego.

## Życiorys
Była córką Antoniego i Anny. W 1940 ukończyła studia na Uniwersytecie Warszawskim. Do 1944 pracowała jako lekarka-stażystka i wolontariuszka w warszawskich klinikach i szpitalach. Była członkinią korpusu medyków w czasie powstania warszawskiego. Podlegała pułk AK „Baszta”, pracowała w punkcie sanitarnym przy ul. Puławskiej 91.
W 1945 rozpoczęła pracę w Komisariacie do Walki z Epidemiami Ministerstwa Zdrowia, była naczelniczką Wydziału Statystyki Chorób Zakaźnych. W Szpitalu Miejskim na Czystem w Warszawie pracowała jako asystentka na Oddziale Wewnętrznym (1946–1948). W 1948 zaczęła pracę jako asystentka w Zakładzie Mikrobiologii Lekarskiej, a następnie do 1954 pracowała jako adiunktka w Katedrze Mikrobiologii Lekarskiej Akademii Medycznej w Warszawie. W Państwowym Zakładzie Higieny była adiunktką w Zakładzie Antybiotyków (1954–1955), adiunktką w Zakładzie Bakteriologii (1955–1959), docentką (1969–1976), profesorką (1976–1980). W latach 1976–1980 kierowała Pracownią Schorzeń Dróg Oddechowych. Odbyła staże zagraniczne (Zakład Epidemiologii i Bakteriologii w Pradze 1957, Instytut Pasteura w Paryżu 1958, Instytut Mikrobiologii i Higieny w Montrealu 1965–1965).
Badała pałeczki Salmonella w schorzeniach jelitowych w celu np. diagnostyki duru brzusznego i oceny mocy szczepionek, pałeczki krztuśćca w celu udoskonalenia szczepionki oraz pałeczki hemofilne.
Należała do Polskiego Towarzystwa Mikrobiologów, zaś od 1971 do Rady Naukowego Państwowego Zakłady Higieny.
Otrzymała Odznakę honorową „Za wzorową pracę w służbie zdrowia”, Medal 50-lecia Państwowego Zakładu Higieny, Krzyż Kawalerski Orderu Odrodzenia Polski i Złoty Krzyż Zasługi.
Jest pochowana na Cmentarzu Powązkowskim w Warszawie.